# Reitan Convenience
Reitan Convenience AS er et datterselskab til Reitan Retail, der varetager convenience-segmentet.
Reitan Convenience driver kiosker og nærbutikker i 7 lande. Det omfatter Narvesen i Norge og Letland, Pressbyrån i Sverige, 7-Eleven i Norge, Sverige og Danmark, R-kioski i Finland, R-kiosk i Estland, samt R-kiosk og Lietuvos Spauda i Litauen.